# Дрикснис
Дри́кснис или Дри́кснас (латыш. Driksnis, Aizdrikšņu ezers, Driksnas ezers, Driksnes ezers, Drikšņa ezers, Drīksnas ezers, Driksņa ezers) — озеро в Ляудонской волости Мадонского края Латвии. Относится к бассейну Айвиексте.
Площадь водной поверхности — 40,5 га. Наибольшая глубина — 3 м, средняя — 1,3 м.